# Eleição municipal de São Leopoldo em 2020
A eleição municipal de São Leopoldo em 2020 foi realizada para eleger um prefeito, um vice-prefeito e 13 vereadores no município de São Leopoldo, no estado brasileiro do Rio Grande do Sul. Foram eleitos Ary Jose Vanazzi (Partido dos Trabalhadores) e Paulete Terezinha Souto para os cargos de prefeito(a) e vice-prefeito(a), respectivamente. 
Seguindo a Constituição, os candidatos são eleitos para um mandato de quatro anos a se iniciar em 1º de janeiro de 2017. A decisão para os cargos da administração municipal, segundo o Tribunal Superior Eleitoral, contou com 164 141 eleitores aptos e 31 182 abstenções, de forma que 19% do eleitorado não compareceu às urnas naquele turno. 

## Resultados

### Eleição municipal de São Leopoldo em 2020 para Prefeito
| Candidato(a)                          | Vice                                   | Coligação                                                             | Votos recebidos | Percentual |
| ------------------------------------- | -------------------------------------- | --------------------------------------------------------------------- | --------------- | ---------- |
| Ary Jose Vanazzi (PT)                 | José Ary Moura (PDT)                   | Nosso Trabalho Constrói o Futuro (PT/PDT/PCdoB/PTB/PSB/REPUBLICANOS)  | 46203           | 46.43%     |
| Heliomar Athaydes Franco (DEM)        | Dr. Ivo Leuck (PRTB)                   | São Leopoldo Acima de Tudo (DEM/PRTB/PSL/PSD/DC)                      | 33284           | 33.44%     |
| Professor Nado (CIDADANIA)            | Arthur Schmidt (MDB)                   | São Leopoldo em Primeiro Lugar (CIDADANIA/MDB/PSDB/PP/AVANTE/PSC/PTC) | 21657           | 19.36%     |
| Célio Juliano Barroso Trindade (PSOL) | Fabio Trindade Dutra de Almeida (PSOL) | Partido Socialismo e Liberdade (sem coligação)                        | 786             | 0.79%      |

### Eleição municipal de São Leopoldo em 2020 para Vereador
Na decisão para o cargo de vereador na eleição municipal de 2020, foram eleitos 13 vereadores com um total de 100 960 votos válidos. O Tribunal Superior Eleitoral contabilizou 7 258 votos em branco e 4 696 votos nulos.
| Nome                            | Partido político                       | Votos recebidos | Percentual |
| ------------------------------- | -------------------------------------- | --------------- | ---------- |
| Lemos                           | Partido Socialista Brasileiro (PSB)    | 3278            | 3.25%      |
| Nestor Pedro Schwertner         | Partido dos Trabalhadores (PT)         | 3227            | 3.20%      |
| Ana Affonso                     | Partido dos Trabalhadores (PT)         | 2906            | 2.88%      |
| Iara Teresa Cardoso             | Partido Democrático Trabalhista (PDT)  | 2555            | 2.53%      |
| Adão Telmo Rambor               | Partido Democrático Trabalhista (PDT)  | 2484            | 2.46%      |
| Rafa Souza                      | Partido Democrático Trabalhista (PDT)  | 2221            | 2.20%      |
| Prof. Marcelo Dentinho          | Partido Trabalhista Brasileiro (PTB)   | 2129            | 2.11%      |
| Hitler Pederssetti              | Democratas (DEM)                       | 1865            | 1.85%      |
| Jeferson Falcão                 | Movimento Democrático Brasileiro (MDB) | 1600            | 1.58%      |
| Brasil Fernando Santos Oliveira | Partido Social Democrático (PSD)       | 1565            | 1.55%      |
| Tarzan Correa                   | Republicanos (REPU)                    | 1397            | 1.38%      |
| Marcel Frison                   | Partido dos Trabalhadores (PT)         | 1344            | 1.33%      |
| Gabriel Dias                    | Cidadania (CIDA)                       | 1093            | 1.08%      |